# Saint-Laurent-des-Arbres
Saint-Laurent-des-Arbres là một xã ở tỉnh Gard. Xã này có diện tích 16,35 km², dân số năm 1999 là 1743 người. Khu vực này có độ cao trung bình 60 mét trên mực nước biển.